# كايكي فيرنانديز
كايكي فيرنانديز (مواليد 12 يناير 2004) هو لاعب كرة قدم برازيلي يلعب في مركز الدفاع في نادي ألميريا.

## روابط خارجية
- كايكي فيرنانديز على موقع قاعدة بيانات كرة القدم.إي يو (الإنجليزية)
- كايكي فيرنانديز على موقع Soccerway.com (الإنجليزية)
- كايكي فيرنانديز على موقع عالم كرة القدم.نت (الإنجليزية)